# Cybalomia simplicialis
Cybalomia simplicialis is een vlinder uit de familie van de grasmotten (Crambidae). De wetenschappelijke naam van de soort is voor het eerst gepubliceerd in 1915 door Walter Rothschild.
De soort komt voor in Algerije.